# Венло (община)
Венло (нидерл. Venlo) — община в провинции Лимбург (Нидерланды). Вторая по численности населения община Северного Лимбурга (после Маастрихтской).

## Состав

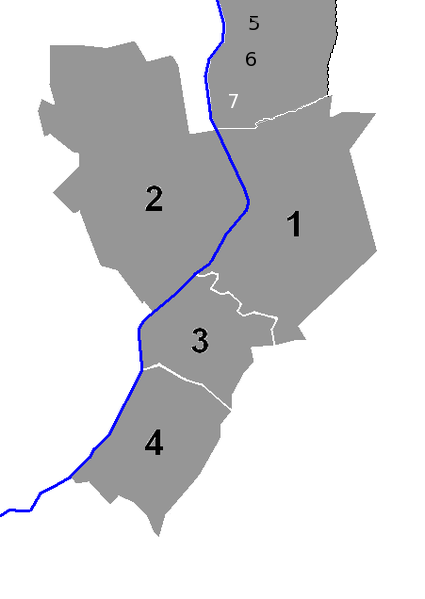

- Город Венло
- Блерик
- Тегелен
- Белфелд
- Арсен
- Ломм
- Велден

## География
Территория общины занимает 128,44 км², из них 124,58 составляет земля, и 3,86 км² — водная поверхность. На 1 января 2010 года в общине проживал 100 328 человек.

## История
Венло впервые письменно упоминается в XI столетии. В Средние века входил в состав Ганзейского союза. Затем, на протяжении нескольких столетий, был частью герцогства Гельдерн, в то время как городок Тегелен подчинялся герцогству Юлих. Такое многолетнее разделение границей не привело к тому, что до сих пор жители одной общины говорят на различных диалектах, но лимбургский.
С 1839 по 1866 год Венло входил в состав Люксембурга, затем перешёл к Нидерландам. 9 ноября 1939 года, в самом начале Второй мировой войны, силами гестапо был спровоцирован так называемый «Инцидент в Венло», неурегулированность которого дала Германии повод для вторжения в нейтральные Нидерланды в 1940 году. Во время войны на территории общины Венло была расположена крупная немецкая авиабаза (Венло-Геронген), что привело в течение 1944—1945 годов к многочисленным бомбардировкам города и окрестностей союзнической авиацией.